# Syndeac
 (décembre 2018).
Si vous disposez d'ouvrages ou d'articles de référence ou si vous connaissez des sites web de qualité traitant du thème abordé ici, merci de compléter l'article en donnant les références utiles à sa vérifiabilité et en les liant à la section « Notes et références ».
 (décembre 2018).
Le Syndicat national des entreprises artistiques et culturelles (Syndeac) a été fondé le 12 janvier 1971. Il représente des institutions françaises du spectacle vivant subventionné. Les adhérents sont des centres dramatiques nationaux, des scènes nationales, des centres chorégraphiques nationaux, des centres de développements chorégraphiques, des scènes conventionnées, des compagnies théâtrales et chorégraphiques, des ensembles musicaux, des salles de musiques actuelles, des festivals, des lieux de production et de diffusion des arts du cirque, de la marionnette et des arts de la rue, des entreprises travaillant dans le domaine des arts plastiques et graphiques. Il défend les intérêts politiques, juridiques et sociaux du spectacle vivant subventionné.
Le syndicat réunit ses adhérents une fois par an en assemblée générale. 
Depuis décembre 2024, Claire Guièze, directrice adjointe du Théâtre Dijon-Bourgogne et Joris Mathieu, directeur du Théâtre Nouvelle Génération à Lyon, assurent la co-présidence.
Le syndicat est composé d'un conseil national élu tous les deux ans en assemblée générale ordinaire. Il administre le syndicat. Il nomme le président ou la présidente, désigne les membres du Bureau et recrute l'équipe permanente. 
Il est représenté en région par des délégués élus par les adhérents des régions concernées.

## Historique
En 1970, il existe plusieurs organisations syndicales de directeurs des entreprises culturelles. Cependant, ce sont des syndicats patronaux épars qui, de ce fait, mènent des actions syndicales non coordonnées. Ainsi, l'absence d'un organisme corporatif pose des difficultés à certains directeurs, notamment en ce qui concerne les relations avec les syndicats de salariés. Ces derniers demandent une organisation patronale pour initier des négociations collectives. C'est pourquoi, le 23 novembre 1970, Georges Goubert, directeur de la Comédie de l'Ouest, adresse un courrier aux 40 directeurs d'entreprises culturelles et leur demande de prendre position sur la création d'un syndicat. Celui-ci serait chargé avant tout de mettre en place des rapports particuliers avec les syndicats de salariés et la Société des auteurs et compositeurs dramatiques (SACD) afin d'aboutir à la signature d'une Convention collective et de traités, prenant en compte les spécificités des entreprises culturelles.
Toutes les réponses reçues sont favorables au principe de fondation de ce syndicat. Réunis le 12 janvier 1971 dans les locaux de l'Association technique de l'action culturelle (ATAC), des directeurs de Maisons de la Culture, de centres dramatiques nationaux, de troupes permanentes et de relais culturels, ainsi que des animateurs-directeurs des différentes catégories d'entreprises d'action culturelle décident et votent la création du Syndicat national des directeurs d'entreprises d'action culturelle.
Lors de cette assemblée constitutive, les statuts du Syndeac sont élaborés sur le modèle d'un syndicat professionnel et une délégation provisoire de six membres est mandatée afin de remplir les formalités de publicité requises par la loi ainsi que les premières démarches. Les statuts du Syndeac sont déposés à la préfecture de Paris le 12 février 1971. Pour mener à bien ses activités, le Syndeac dispose d'une organisation interne.
À cette époque les adhérents sont les directeurs des entreprises artistiques et culturelles remplissant les conditions suivantes : 
- l'activité principale de l'entreprise est la création, la production ou la diffusion de spectacle vivant ;
- l'entreprise est subventionnée de manière régulière et significative par le ministère de la Culture, à l'échelon central ou à l'échelon déconcentré.

La demande d'adhésion au syndicat est formulée au président ou présidente et est agréée par le Conseil national. Chaque adhérent doit s'acquitter d'une cotisation. Les adhérents se réunissent en assemblée générale au moins une fois l'an pour élire les membres du Conseil national, orienter l'action du syndicat et donner les directives générales au Conseil national. Une assemblée générale extraordinaire peut être convoquée pour procéder à la modification des statuts ou dès que les intérêts du syndicat l'exigent. 
À la suite des changements des statuts le 12 septembre 2012 en assemblée générale extraordinaire, le conseil national est composé de titulaires et de suppléants obligatoirement composés d'une femme et d'un homme.
Dans les années 1970, le Syndeac a pour mission la défense solidaire du spectacle vivant avec les syndicats de salariés (principalement la CGT à cette époque).  Avec ces derniers, il crée en 1972 l'AFDAS. En 1973 la première convention collective du secteur voit le jour en créant par la même occasion le Fnas (comité d'entreprise pour le secteur du spectacle). Cette convention collective devient en 1984 la convention collective des entreprises artistiques et culturelles.

## Présidents
- Georges Goubert de 1971 à 1974
- Pierre Vielhescaze de 1975 à 1976
- Jean Danet de 1977 à 1979
- Jean-Pierre Vincent de 1980 à 1981
- Claude Malric de 1982 à1984
- Jacques Blanc de 1985 à 1986
- Denis Guenoun en 1987
- Patrick Guinand de 1988 à 1990
- Michel Dubois de 1991 à 1993
- Christian Schiaretti de 1994 à 1995
- Didier Thibaut de 1996 à 1997
- Jean Parthenay de 1998 à 1999
- Michel Orier de 1999 à 2000
- Jean-Claude Fall de 2000 à juin 2003
- Stéphane Fiévet de juin 2003 à juin 2006
- Francis Peduzzi de juin 2006 à septembre 2007
- François Le Pillouer de septembre 2007 à septembre 2013
- Madeleine Louarn de septembre 2013 à septembre 2017
- Marie-José Malis de septembre 2017 à janvier 2020
- Nicolas Dubourg à partir de janvier 2020